# Genetische technologie
Genetische technologie, ook wel genetische modificatie of genetische manipulatie genoemd, is het door de mens handmatig en gericht veranderen van de genen van een organisme. Door middel van moleculaire technieken kan men stukjes DNA toevoegen, verwijderen of veranderen, met als doel bepaalde eigenschappen van een plant, dier of micro-organisme aan te passen. In tegenstelling tot klassieke veredeling, waarbij gewenst genetisch materiaal via kruising wordt overgedragen, biedt genetische technologie een veel directere en preciezere manier van ingrijpen in het erfelijk materiaal.
De ontwikkeling van gentechnologie begon in de jaren 1970. De chemicus Paul Berg creëerde het eerste recombinante DNA-molecuul door genetisch materiaal van twee verschillende virussen te combineren. Kort daarna slaagden onderzoekers erin het eerste genetisch gemodificeerde organisme (ggo) te ontwikkelen, een bacterie met ingebouwd vreemd DNA. Sinds 1994 kwamen genetisch gemodificeerde voedingsmiddelen op de markt, met als eerste de Flavr Savr-tomaat, die langzamer rijpte en daardoor langer houdbaar bleef.
Genetische technologie wordt sindsdien op grote schaal toegepast in de landbouw, bijvoorbeeld om gewassen resistent te maken tegen ziekten, insectenvraat of droogte. Ook in de medische wereld speelt het een belangrijke rol, onder meer bij de ontwikkeling van biotechnologische geneesmiddelen zoals antilichamen en bij fundamenteel onderzoek aan proefdieren. Micro-organismen kunnen genetisch aangepast worden om stoffen als insuline, vaccins of industriële enzymen te produceren. De mogelijkheden zijn breed en ontwikkelen zich snel, mede dankzij technieken als CRISPR/Cas, die genetische veranderingen goedkoper en efficiënter maken.

## Recombinant-DNA-technologie
Met genetische technologie kan een gen geïdentificeerd, geïsoleerd en gekloneerd worden. Gebruik makend van deze mogelijkheden, worden met recombinant-DNA-technologie fragmenten DNA opnieuw gecombineerd. Hierbij wordt een plasmide opengeknipt met een restrictie-enzym en geplakt met ligase.

## Techniek
De translatie van de genetische code gebeurt in alle organismen op dezelfde wijze: een gen dat in het ene organisme codeert voor een bepaald eiwit, codeert in een ander organisme voor eenzelfde eiwit. Hierdoor is het mogelijk om erfelijke eigenschappen van een soort naar een andere soort over te brengen. Het overbrengen van een eigenschap van de ene soort naar een andere soort noemt men transgenese. Als het gaat om soorteigen DNA spreekt men van cisgenese.
Er zijn vele verschillende technieken om gentechnologie toe te passen. Deze technieken verschillen aanmerkelijk per organisme waarop ze worden toegepast (plant of dier) en of de genetische modificatie tijdelijk of blijvend is.
Het basisprincipe van alle verschillende technieken is in de grondslag hetzelfde en verloopt via een vast aantal stappen.
1. Isolatie van het gen dat men wil aanpassen
2. Het eventueel aanpassen van het geïsoleerde gen
3. Overbrengen van het gen in een geschikte vector.
4. Transformatie van de cel of het organisme dat men wil aanpassen.
5. Selectie van de gemodificeerde organismen of cellen.

### Isolatie
Wanneer men een specifiek gen wil isoleren wordt eerst DNA uit de cellen van het organisme gehaald. Vervolgens kan men het gen waarin men geïnteresseerd is, identificeren op basis van de kennis die men vooraf van het gen heeft. Deze kennis kan men vaak halen uit cDNA- of gDNA-"bibliotheken". Met deze kennis kan men het gen vervolgens amplificeren door middel van de PCR-techniek.

### Verdere aanpassingen
Soms moet het geïsoleerde en geamplificeerde gen eerst worden aangepast voordat het kan worden ingebracht in een nieuw organisme. Introns worden vaak verwijderd, dit gaat als volgt: De eukaryotencellen hebben genen die vaak bestaan uit stukjes die aminozuren coderen, dit zijn de exonen. Maar er zijn ook stukjes die geen code bevatten, die dus niet gebruikt worden om een eiwit te coderen, dit zijn de introns.
Aan het begin van de streng wordt een aangepaste guanine-nucleotide geplakt. Aan het einde van de streng wordt een stukje van een lange reeks A-nucleotiden vastgeplakt. Deze twee stukjes zijn toegevoegd voor het transport van het mRNA naar het cytoplasma, en voor het koppelen aan de ribosomen wat nodig is voor de translatie. Enzymen zorgen ervoor dat de introns uit het RNA-molecuul worden gehaald, zodat de exonen aan elkaar verbonden worden; dit wordt ook wel splicing genoemd. De verwijderde introns worden afgebroken. Het aangepaste mRNA gaat vervolgens naar het cytoplasma voor de translatie. Maar het is ook mogelijk door promotorsequentie aan te brengen.

### Vectoren
Een vector dient als drager van het DNA zodat het geïsoleerde gen in een ander organisme gebracht kan worden. Dit kan een stukje circulair bacterieel DNA oftewel plasmide zijn, maar ook een virus, een liposoom of een goudkogeltje waarop het DNA geplakt zit.

### Transformatie
Wanneer het DNA beschikbaar is, kan de vector worden gebruikt om het DNA in te brengen in het organisme dat men wil veranderen. Dit uiteindelijke inbrengen van het DNA wordt de transformatie genoemd. De technieken die hiervoor gebruikt worden hangen af van de vector, het doelorganisme en efficiëntie die men uiteindelijk hoopt te behalen. Een simpele manier om te transformeren is bijvoorbeeld het "inschieten" van het DNA dat aan goudbolletjes gebonden is in een plantencel. Een voorbeeld van een ingewikkelder techniek die wel een hoger succespercentage geeft, is de bacteriële transformatie.

### Selectie
Nadat de transformatie is uitgevoerd zal die slechts in een gedeelte van de organismes daadwerkelijk gelukt zijn. Uiteindelijk is het dus zaak om de genetisch gemodificeerde organismen te scheiden van de organismen die het DNA niet hebben opgenomen.
Om de geslaagde cellen te kunnen selecteren in het laboratorium worden markers, onder andere antibiotica resistente markers, aan het in te brengen gen gekoppeld.

## Historie
In 1944 boekten Amerikaanse wetenschappers voor het eerst succes door de eigenschappen van een bacterie te veranderen door DNA van een andere bacterie te geven.
Een mijlpaal in de ontwikkeling van genetische modificatie was in 1974 de ontdekking dat de kroongalbacterie Agrobacterium tumefaciens een DNA-stukje van een plasmide overdroeg naar het plantengenoom van zijn gastheer en dat dit stukje DNA de plant dan aanzette tot de vorming van kroongallen op de wortels. 
Vanaf 1983 is het mogelijk om gewenste genen bij Agrobacterium tumefaciens in te brengen en deze zo in het genoom van de plant te brengen.

In 1994 werd het eerste genetisch gemodificeerde voedsel in de VS op de markt gebracht. Het betrof het tomatenras 'Flavr Savr' met een langere houdbaarheid dan de toenmalig bestaande rassen. Twee jaar later werd zowel in de VS als in Engeland ggo-tomatenpuree geïntroduceerd.

## Toepassingen

### Micro-organismen
Transgene micro-organismen worden in fermenteervaten gekweekt voor de productie van verschillende stoffen, zoals citroenzuur, vitaminen, enzymen en geneesmiddelen zoals antibiotica, monoclonale antistoffen, vaccins, peptidehormonen en stollingsfactoren.

### Geneesmiddelen
Geneesmiddelen kunnen via de recombinant-DNA-techniek met behulp van gist worden geproduceerd. Het genoom van de gist Saccharomyces cerevisiae was een van de eerste genomen van een levend wezen dat geheel bekend was. Gist is een veelgebruikte soort bij genetische experimenten.
De stier Herman, maar ook geiten en schapen zijn met gentechnologie aangepast, zodat hun vrouwelijke nakomelingen bepaalde stoffen (zoals het menselijke serumalbumine) aanmaken in hun melk, die gebruikt kunnen worden voor medicinale doeleinden.
Planten kunnen via genetische modificatie worden gebruikt voor de productie van medicijnen. In de Verenigde Staten worden binnenkort deze planten geteeld en als eerste is een ggo van rijst voor dit doel nu toegelaten.
In Nederland adviseert de Commissie genetische modificatie (Cogem) voedingsgewassen hiervoor nog niet te gebruiken in verband met risico's voor mens en dier.

### Gentherapie
Gentherapie is een behandeling om erfelijke aandoeningen te genezen. Bij erfelijke aandoeningen is er sprake van een afwijkend of ontbrekend gen dat ziekteverschijnselen veroorzaakt. Bij gentherapie wordt een gezond gen in de lichaamscellen van de patiënt ingebracht. Het is niet altijd nodig dat dat in alle lichaamscellen gebeurt - dat zou gentherapie nagenoeg onmogelijk maken; bij de behandeling van bijvoorbeeld hemofilie is het voldoende om de cellen die bepaalde stollingsfactoren aanmaken te genezen. Een probleem bij deze vorm van behandeling is dat cellen, die een bepaald groot molecuul aanmaken dat voor de patiënt niet lichaamseigen is, meestal een afweerreactie zullen oproepen en worden vernietigd. Er zijn wereldwijd nog maar een paar zeer specifieke en zeldzame gevallen waarin gentherapie bij mensen enig succes heeft gehad. Ook zijn er gevallen waarin de patiënt aan de behandeling overleed.
In 1991 werd in Italië voor het eerst met enig succes gentherapie toegepast op een mens bij een bepaalde vorm van SCID (Severe Combined Immunodeficiency) en een jaar later in Londen. De behandeling bestond uit het vervangen van het niet-functionerende gen voor het enzym (ADA). Het werkende gen werd in lymfocyten ingebracht. De hiervan afkomstige bloedcellen produceren het ADA. De lymfocyten gaan na een paar maanden tot een jaar dood, zodat de behandeling herhaald moet worden. Daarom werd de behandeling later met stamcellen herhaald.

### Voedselproductie

#### Planten
Van een aantal gewassen bestaan varianten die door genetische modificatie zijn aangepast. De aanpassing is bedoeld om de rassen resistent te maken tegen ziekten of tegen bepaalde bestrijdingsmiddelen, of soms om extra voedingsstoffen te bevatten of onder slechtere omstandigheden te kunnen groeien.
'Gouden rijst' is een variant van rijst die bètacaroteen bevat, een stof die in het lichaam wordt omgezet tot vitamine A. Dit gewas is bedoeld om vitamine A-deficiëntie, dat leidt tot blindheid, in derdewereldlanden te bestrijden. In 2005 is een nieuwe variant ontwikkeld die tot 23 keer meer bètacaroteen bevat dan de oorspronkelijke variant.
Veredelingsbedrijven hebben inmiddels een hele reeks genetisch gemodificeerde rassen gekweekt en op de markt gebracht. Zo zijn maïsrassen resistent gemaakt tegen de Europese maïsboorder (Ostrinia nubilalis) en zijn rassen van maïs, katoen, koolzaad en suikerbieten ongevoelig gemaakt voor bepaalde herbiciden. Hierdoor kunnen deze planten besproeid worden met die herbiciden waardoor concurrerende onkruiden wel, maar de te oogsten planten zelf niet te gronde gaan. Bij tomaat zijn er ggo-rassen met vertraagde rijping en langere houdbaarheid. Bij tabak wordt de mogelijkheid onderzocht van productie van geneesmiddelen tegen kanker.

### Bestrijding van ongedierte en ziekten
Amerikaanse wetenschappers hebben een gen in een malariamug ingebracht dat een molecuul produceert dat de levenscyclus van een malariaparasiet Plasmodium sp blokkeert. Door dit gen kan de parasiet niet meer in de speekselklieren van de ggo-mug komen. Het probleem is nu echter om de natuurlijke mug te laten verdringen door de genetisch gemodificeerde.
Er worden ook andere pogingen gedaan om insecten zoals de malariamug te bestrijden met gebruik van genetische modificatie. Het idee is om mannetjes te kweken met een dominant dodelijk (letaal) gen dat alleen in vrouwtjes tot expressie komt. Grote hoeveelheden van zulke mannetjes worden dan losgelaten, zij zullen paren met de in het wild voorkomende vrouwtjes. Als resultaat zullen alle vrouwelijke nakomelingen van de wilde vrouwtjes overlijden voordat ze nageslacht produceren. Deze techniek is al lang bekend en is bij verscheidene soorten schadelijke vliegen al met succes toegepast, maar nog niet als de mannetjes genetisch gemodificeerd waren.
In 2007 werd gepubliceerd dat het gelukt is door middel van genetische technieken koeien te fokken die niet meer het prioneiwit bezitten dat ze vatbaar maakt voor BSE. Hun ontwikkeling lijkt verder normaal te verlopen.

### Proefdieren

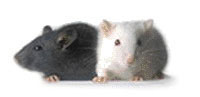
Knock-outmuizen

Gentechnologie wordt ook gebruikt voor het aanpassen van dieren ten behoeve van onderzoek. Een veel toegepaste techniek is het creëren van een knock-out stam. Deze techniek die in 1989 voor het eerst werd toegepast in muizen, wordt gebruikt om gericht een bepaald gen uit te schakelen. Op deze manier kan onderzocht worden welke functie dit gen vervult. Deze techniek wordt vrij algemeen toegepast bij muizen, maar is ook mogelijk bij ratten. Een voorbeeld van een knock-outmuis is een stam waarbij het ApoE4-gen is uitgeschakeld. Dit gen is een belangrijke risicofactor bij mensen voor het ontwikkelen van de ziekte van Alzheimer. Deze muizen bleken een verminderd leervermogen te hebben en andere karakteristieke kenmerken te hebben die kenmerkend zijn voor alzheimer.

## Patentrecht

### Europese Unie
Volgens het Europees Octrooibureau is het patenteren van planten mogelijk als de technische haalbaarheid van de uitvinding niet beperkt is tot een specifieke variëteit. De uitvinding moet met andere woorden toepassing kunnen vinden in verschillende plantensoorten. Dit verhoogt de drempel voor het patenteren van gentechnologieën.

### Verenigde Staten en Canada
Genen die middels genetische technologie zijn aangepast, kunnen in Amerika en Canada gepatenteerd worden. Gewassen die een gepatenteerd gen bevatten, kunnen daardoor niet zomaar verveelvuldigd worden. In de zaak tussen Monsanto versus Schmeiser oordeelde het Canadese hooggerechtshof dat er ook gesproken kan worden van patentschending als het gepatenteerde in een breder ongepatenteerde structuur wordt gebruikt, als dat de uitvinder ontneemt van het monopolie dat hem volgens de wet toekomt. Het Amerikaanse hooggerechtshof oordeelde dat de ontdekking van genen die in de natuur voorkomen, niet voldoende is voor een patent.
Wanneer een gemodificeerde plant van de ene boer zich vermenigvuldigt met de niet gemodificeerde plant van een andere boer die geen zaden koopt van het bedrijf met een patent op de 1e plant en de plant van de 2e boer een gen overneemt kan dit leiden tot juridische problemen voor de 2e boer.

### Monsanto versus Schmeiser
Het biotechbedrijf Monsanto spande in 1998 een proces aan tegen Percy Schmeiser, een Canadese boer. De aanleiding was een veldtest in 1997 waaruit bleek dat 95 tot 98 procent van de 1.000 hectares koolzaad-gewas bestond uit het Roundup Ready-planten een door Monsanto genetisch gemodificeerd ras. De boer had deze planten niet bij Monsanto gekocht, noch had hij hier een licentie voor. De rechter was ervan overtuigd dat Schmeiser bewust planten van Monsanto's Roundup Ready canola had gezaaid. Uiteindelijk besliste de Canadese Hoge Raad in het voordeel van Monsanto.

## Voor- en nadelen
Dit is slechts een greep uit de voor- en nadelen die genoemd worden. Er zijn talloze overzichten verschenen met argumenten voor- en tegen biotechnologie met ggo's.
Sommige van de hier genoemde voor- en nadelen worden alom erkend, andere zijn omstreden.

### (Potentiële) voordelen
- Erfelijke afwijkingen genezen door middel van gentherapie.
- Efficiënter antibiotica, enzymproductie via fermentatie.
- Resistentie tegen ziektes, leidend tot verminderd gebruik van pesticides en insecticides.
- Een efficiënter en effectiever gebruik van gewasbeschermingsmiddelen. Volgens het National Center for Food and Agricultural Policy in Amerika gaven de ggo-gewassen koolzaad, maïs, katoen, papaja, squash en soja in 2003 een verlaging van pesticidenverbruik met 21 miljoen kg.
- Efficiënter telen van gewassen, door versnelde en gerichtere rassenveredeling. Uit een meta-studie in 2012 blijkt dat genetisch gemodificeerde gewassen beter presteren dan conventionele gewassen, gemeten naar opbrengt, productiekosten en brutomarge. Uit deze studie blijkt ook dat deze gewassen vooral beter te presteren in ontwikkelingslanden.[20]
- De mogelijkheid om gewassen te telen onder bijzondere omstandigheden zoals voedingsarme of zoute gronden, en onder droge of koude klimaatomstandigheden. Onder andere met behulp van stikstofbindende bacteriën.
- Het voedsel gezonder maken (bijvoorbeeld de 'gouden rijst')
- Specifieke productie van bepaalde stoffen met hogere waarde, zoals een gewijzigde oliesamenstelling in soja en koolzaad en gewijzigde zetmeelsamenstelling in de zetmeelaardappel (amylopectine zetmeelaardappel).
- Sneller stijgend opbrengsten en rendement per hectare van de landbouw door efficientere rasontwikkeling en bijvoorbeeld in ontwikkelingslanden mogelijk minder snel landbouwgrond ontginnen en dus minder bos platbranden.
- Hypoallergene voedingsgewassen maken, glutenvrije tarwe, noten zonder allergene eiwitten, zodat mensen met allergie deze voedingsmiddelen ook kunnen eten.

### (Potentiële) nadelen
- Onduidelijkheid over de gevolgen van verspreiding naar de natuurlijke populatie. Er zijn aanwijzingen gevonden van dergelijk verspreiding.[21]
- De aangetoonde overdraagbaarheid van allergenen naar andere voedingstoffen.[22] Voor mensen met allergieën wordt het onduidelijker waar allergenen in zitten. Het lijkt echter onwaarschijnlijk dat bedrijven voedsel op de markt brengen waarvan bekend is dat veel mensen daar allergisch op reageren.[23][24] Wel kunnen testmethodes aangepast worden.[25]
- Het ontstaan van gewassen die resistent zijn tegen herbiciden. Deze 'superonkruiden' zijn moeilijker te bestrijden in een ander veld.[26][27]
- Octrooisystemen moeten zodanig aangepast worden dat de voordelen die octrooihouders kunnen behalen uit het strategisch handelen met gewassen met gepatenteerde genen, in verhouding staan tot de voordelen uit innovatie voor de samenleving.[28]
- Het verlenen van octrooirecht op genetische eigenschappen van planten staat op gespannen voet met de kwekersvrijstelling uit het kwekersrecht.[29]
- De keuzevrijheid van de consument wordt aangetast, doordat ggo-gewassen gewone gewassen kunnen verdringen.[30]
- De mogelijkheid tot het maken van bepaalde vormen van zaad zoals terminatorzaad bij bepaalde leveranciers, waardoor de landbouwer elk jaar nieuw zaad moet kopen. Monsanto is bijvoorbeeld een bedrijf met grote invloed.
- Boeren worden, met name in ontwikkelingslanden, afhankelijker van grote bedrijven en hun zeggenschap over de te gebruiken teeltwijze wordt ingeperkt.[17]
- De keuze voor gebruik van gentechnologie kan afleiden van de dieper liggende oorzaken van het probleem waarvoor het dient als oplossing, terwijl andere oplossingen mogelijk meer duurzaam zijn. Ingeval bijvoorbeeld van de introductie van met gentechnologie aangepaste rassen, is het de vraag of beter onderwijs, beter transport, betere opslag, betere verdiensten voor boeren e.d. niet prioriteit moeten hebben boven de introductie van deze technologie.[31]

## Maatschappelijke acceptatie

### Autorisatie
In China, de Verenigde Staten en Brazilië is op grote schaal het gebruik van ggo-rassen geaccepteerd door de overheid. In andere landen, zoals Oostenrijk en Venezuela, totaal niet. Sinds 2004 is het ook mogelijk om in de Europese Unie en dus ook in Nederland en België genetisch gemodificeerde rassen te verbouwen. In Griekenland, Italië, Oostenrijk, Polen en Luxemburg worden deze rassen niet toegelaten. De Europese Commissie staat niet toe dat lidstaten individueel specifieke ggo-gewassen verbieden, maar de Raad van Ministers van de lidstaten blokkeert dit beleid. Op basis van een onderzoek van Séralini besloot Rusland tot een moratorium op de import van genetische gemodificeerde maïs. De publicatie van het onderzoek van Seralini is ingetrokken.

### Productie
In 2002 werd wereldwijd bijna 60 miljoen, in 2003 bijna 70 miljoen en in 2005 90 miljoen ha geteeld met ggo-rassen. Soja had in 2001 63%, maïs 19%, katoen 13% en koolzaad 5% van dit areaal. In 2004 was dit respectievelijk 60%, 23%, 11% en 6%. In 2001 kwam de teelt voor 99% voor in vier landen: V.S. (68%), Argentinië (22%), Canada (6%) en China (3%). In 2004 was dit voor de VS (59%), Argentinië (20%), Canada (6%), Brazilië (6%) en China (5%).
In 2003 werd in de V.S. 73% van het katoen-, 32% van het maïs- en in het seizoen 2003/2004 13% van het soja-areaal met gmo-rassen geteeld. In 2003 werd 17% van het wereldareaal van katoen met ggo-rassen verbouwd. ggo-katoen werd in 2003 in de VS, Australië, China, India, Indonesië, Mexico, Argentinië, Colombia en Zuid-Afrika verbouwd. In 2005 werden er in 21 landen ggo's geteeld, waaronder nu voor het eerst Portugal, Frankrijk en Tsjechië.
In 2006 verbouwde 0,7% van de boeren wereldwijd ggo-gewassen. Daarvan is 99% beperkt tot de volgende 8 landen: VS 53,5%, Argentinië 17,6%, Brazilië 11,3% , Canada 6%, India 3,7%, China 3,4%, Paraguay 2% en Zuid-Afrika 1,4%.

### Maatschappelijke organisaties
Verschillende maatschappelijke organisaties staan kritisch tegenover genetische modificatie in de voedselproductie. Hieronder vallen niet alleen milieuorganisaties zoals Greenpeace en Friends of the Earth, maar ook ontwikkelingsorganisaties zoals Oxfam/Novib, ICCO en GRAIN, consumentenorganisaties, boerenorganisaties en dierenbeschermers.
Hun bezwaren lopen uiteen. Kort na een onderzoek van Séralini maakte de Organic Consumers Association, een internationale organisatie die voorstander is van organisch voedsel, de koppeling ggo-voedsel en borstkanker bij mensen.

### Publieke opinie
De publieke opinie speelt een belangrijke rol in de discussie. Een van de genoemde redenen dat ggo-gewassen niet populair zijn is dat de eerste ggo-gewassen geen voordelen voor de consument hebben, in prijs of bestanddelen.
Een meta-studie uit 2005 liet zien dat consumenten een lagere waarde toekennen aan ggo-voedsel dan conventioneel voedsel; dit verschil is duidelijker in Europa dan Noord-Amerika.
In Nederland is begin 2007 een TNS NIPO-onderzoek gehouden over de acceptatie van genetische modificatie bij voedsel. Hieruit bleek dat 73% van de Nederlanders genetische modificatie van voedsel accepteert als het voedsel er gezonder van wordt en dat de acceptatie van ggo-planten hoger is dan die van ggo-dieren.
Volgens een Eurobarometer-onderzoek uit 2009 zou ruim de helft van de Europeanen ggo-voedsel kopen als het een gezonder keuze is.
De vraagstelling en geleverde informatie blijkt vaak cruciaal te zijn voor de uitkomsten. Dit gaat weleens mis
Om de consument over te halen ggo-producten te consumeren wordt gewerkt aan ggo-gewassen met voordelen voor de consument, zoals caloriearm ijs, allergie-vrije appelen en gewassen die extra mineralen en/of vitaminen bevatten.
Sommigen gaan over tot gewelddadige actie: op 29 mei 2011 werd te Wetteren een experiment van de Universiteit Gent en het Vlaams Instituut voor Biotechnologie naar genetische modificatie van aardappels ten einde een resistentie te verkrijgen tegen de aardappelziekte vernield door 250 activisten van de Field liberation movement.

## Regelgeving
De regelgeving voor de toepassing van gentechnologie op voedingsmiddelen voor mens en dier, verschilt sterk per land. In de Europese Unie is de regelgeving vrij strikt. De Verenigde Staten, Canada en enkele andere landen gebruiken het OESO-concept “wezenlijke gelijkwaardigheid” om de voedselveiligheid te beoordelen, waardoor ggo-planten en levensmiddelen op grotere schaal zijn geïntroduceerd. In de meeste andere landen ligt de regelgeving ergens daar tussenin. De meeste landen die de teelt van ggo's verbieden, stonden in 2014 wel ggo-onderzoek toe. De teelt van ggo-gewassen komt voor het overgrote deel voor rekening van slechts enkele gewassen in hooguit een vijftal landen.
Etikettering van ggo-producten is verplicht in de Europese Unie, maar alleen als het product hiervan 1% of meer bevat. Zo hoeven toegevoegde "natuurlijke aroma's" die zijn geproduceerd met behulp van genetisch gemanipuleerde organismen niet als zodanig op het etiket te worden vermeld. In de VS worden de producten sedert 2022 gelabeld als "bio-engineered".
Het regelgevende kader voor genetische manipulatie ontstond in de jaren 1970 in de Verenigde Staten, met de conferentie van Asilomar, waar de eerste richtlijnen werden aanbevolen voor het voorzichtige gebruik van recombinant-DNA-technologie. Wettelijke regelgeving volgde in de VS in 1986 met het Coordinated Framework for Regulation of Biotechnology, tijdens het kabinet-Reagan. Tot de jaren 90 was de regelgeving in Europa minder streng dan in de Verenigde Staten. Na een eerste richtlijn uit 1990 kwam er een keerpunt in 1996, bij de export van de eerste ggo-bevattende soja-oogst van de VS naar Europa. In 1998 werd het gebruik van MON810, een genetisch gemodificeerde maïssoort van Monsanto nog goedgekeurd in Europa, maar nadien schakelde de Eurozone met Richtlijn 2001/18/EC vanuit het voorzorgsprincipe over op een ‘zero risk’-beleid, met een volledig moratorium op genetisch gemodificeerde gewassen tot gevolg. Hier kwam in 2003 verandering in met de goedkeuring van de Europese richtlijn 1829/2003 en in 2023 stelde de Europese Commissie nieuwe wetgeving voor om de (“strenge”) Richtlijn 2001/18/EC niet langer toe te passen op gewassen die gekweekt zijn met nieuwe genomische technieken (NGT’s).
Het niveau van regelgeving in andere landen ligt tussen Europa en de Verenigde Staten in.